# Effetto Rallenty
Effetto Rallenty è un programma televisivo statunitense che verifica al rallentatore, con l'ausilio di opportune camere, ciò che sfugge ad occhio nudo. È andato originariamente in onda sull'edizione USA di Discovery Channel tra il 2008 e il 2009.

## Distribuzione in Italia
In Italia è stato inizialmente trasmesso dall'edizione locale di Discovery Channel, passando poi a far parte della programmazione di DMAX, sempre parte del gruppo Discovery. La voce del narratore italiano è di Francesco Cataldo.